# Abram Abramóvich
Abram Grigórovich Abramóvich (en ucraniano: Абрам Григорович Абрамович; Katerinka, 21 de diciembre de 1909-Brunete, 10 de julio de 1937) fue un tanquista soviético ucraniano que participó en la guerra civil española, distinguido con el título de Héroe de la Unión Soviética.

## Biografía
Abrham Abramóvich nació en el pueblo de Katerinka (hoy óblast de Mikolaiv, Ucrania) en una familia de clase trabajadora judío. En 1917, su familia se mudó al raión de Berezivka en el óblast de Odesa. Después de terminar el séptimo grado, trabajó en una panadería. En 1930 se trasladó a la cuenca del Dombás, donde trabajó como minero en una mina, y desde 1931 volvió a Odesa, trabajando como aparejador en una planta de reparación de barcos.
En 1932 Abramóvich fue reclutado en el Ejército Rojo. Cuando completó los cursos para personal de comando subalterno, trabajó como tanquista.
Abramóvich participó en la guerra civil española como voluntario. El teniente Abram Abramóvich realizó repetidamente reconocimientos en batallas alrededor de Guadalajara al mando de un pelotón de tanques, obteniendo información sobre el enemigo y apoyando a la infantería con fuego de su tanque T-26. El 4 de marzo de 1937, dirigió a un grupo de soldados de infantería en un ataque contra el enemigo en el que se capturaron al enemigo cuatro cañones, ametralladoras y rifles. Por esta acción, Abram Abramovich fue condecorado con la Orden de la Bandera Roja.
En julio, la su brigada fue trasladada para la ofensiva de Brunete y el 9 de julio de 1937, Abramóvich destruyó dos cañones enemigos, pero los supervivientes consiguieron inutilizar su tanque. El tanque se incendió y comenzó a derretirse por el impacto directo. Los miembros de la tripulación murieron inmediatamente, el teniente Abramóvich murió a causa de sus heridas y quemaduras el 10 de julio. Junto con los otros miembros de la tripulación, fue enterrado con honores militares en una fosa común en Brunete.

## Condecoraciones
- Orden de Lenin
- Orden de la Bandera Roja
- Héroe de la Unión Soviética (3 de noviembre de 1937).